# ان‌جی‌سی ۳۰۰
ان‌جی‌سی ۳۰۰(به انگلیسی: NGC 300) یک کهکشان مارپیچی در صورت فلکی سنگتراش است.

## نگارخانه

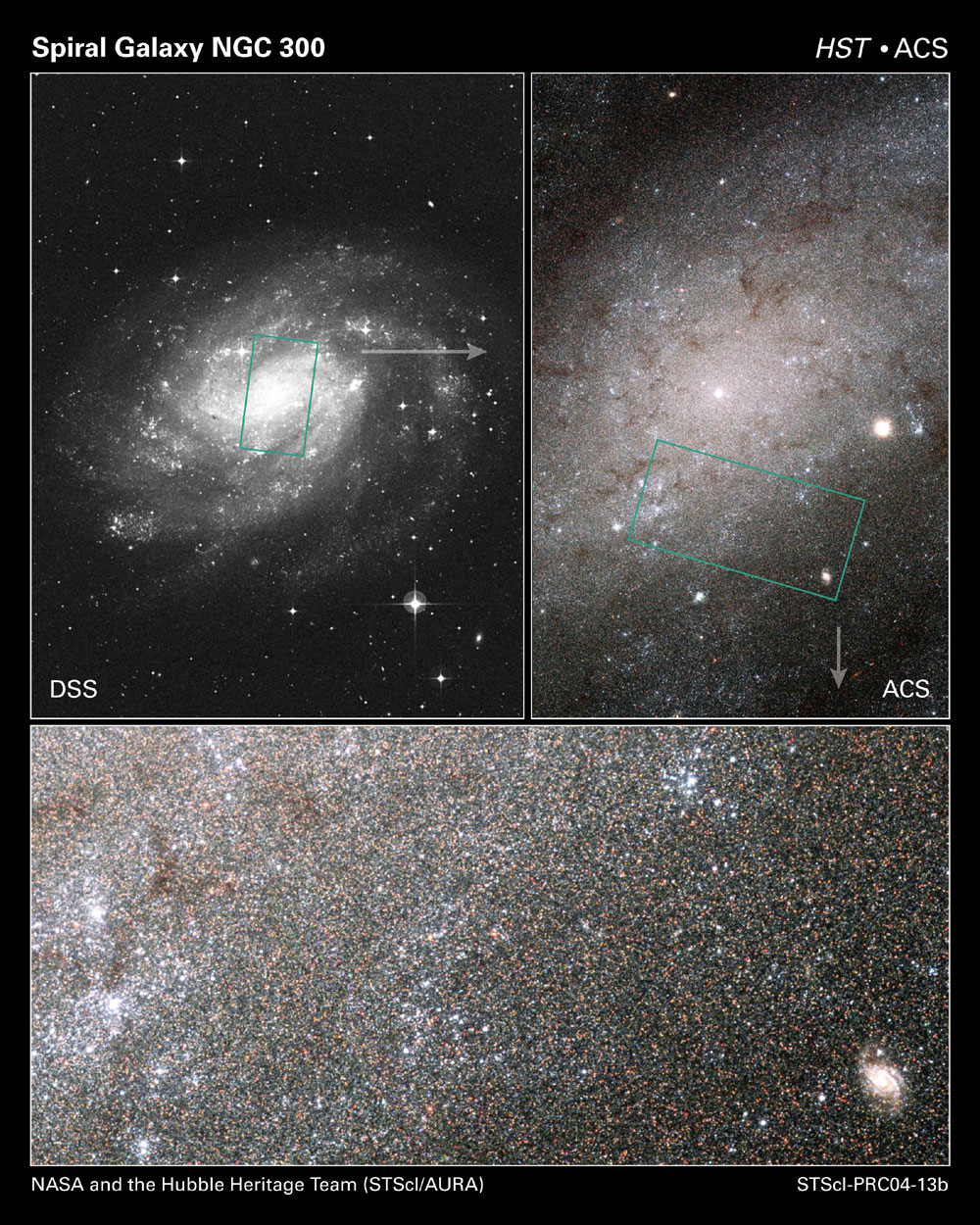
تلسکوپ فضایی هابل
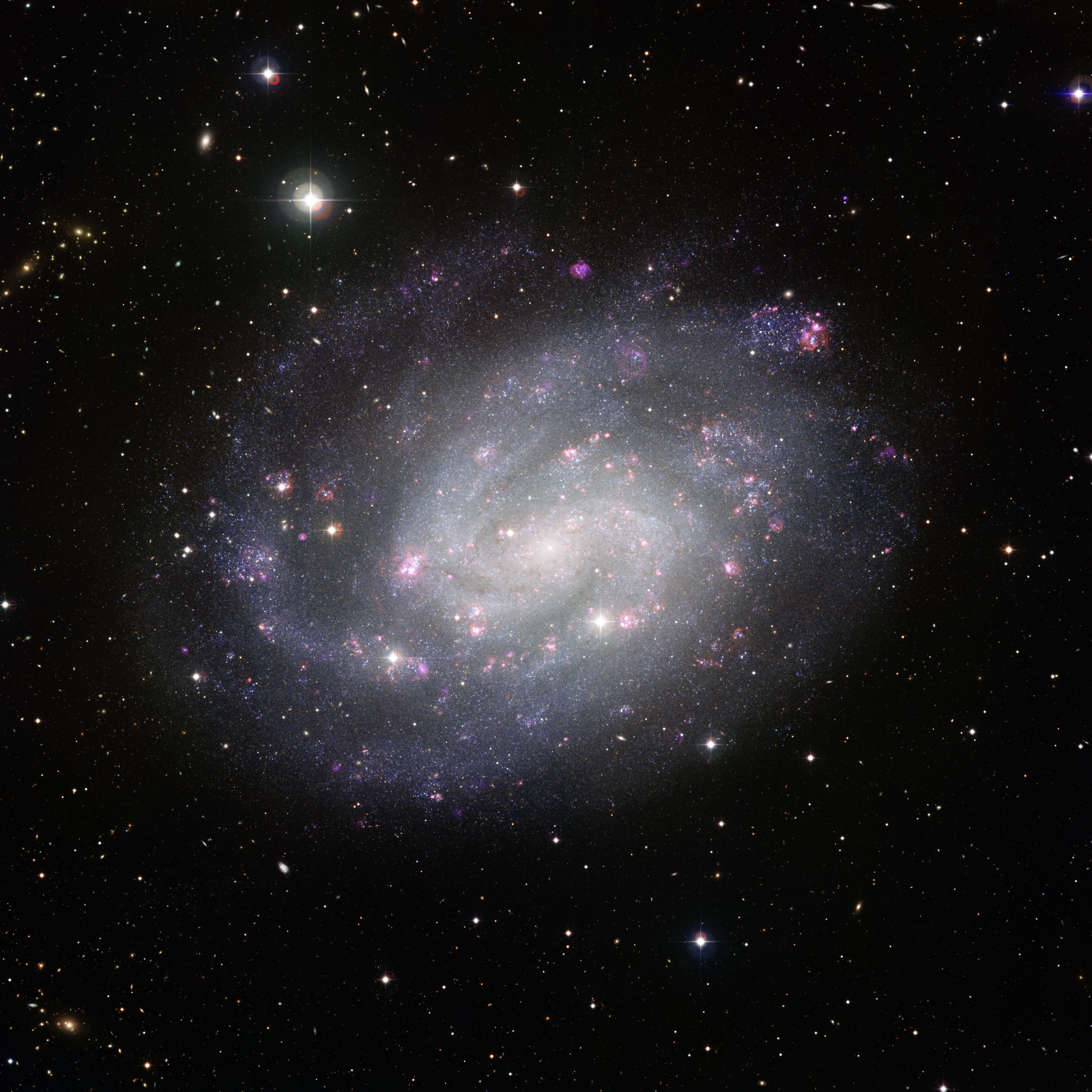
رصدخانه جنوبی اروپا رصدخانه لاسیا
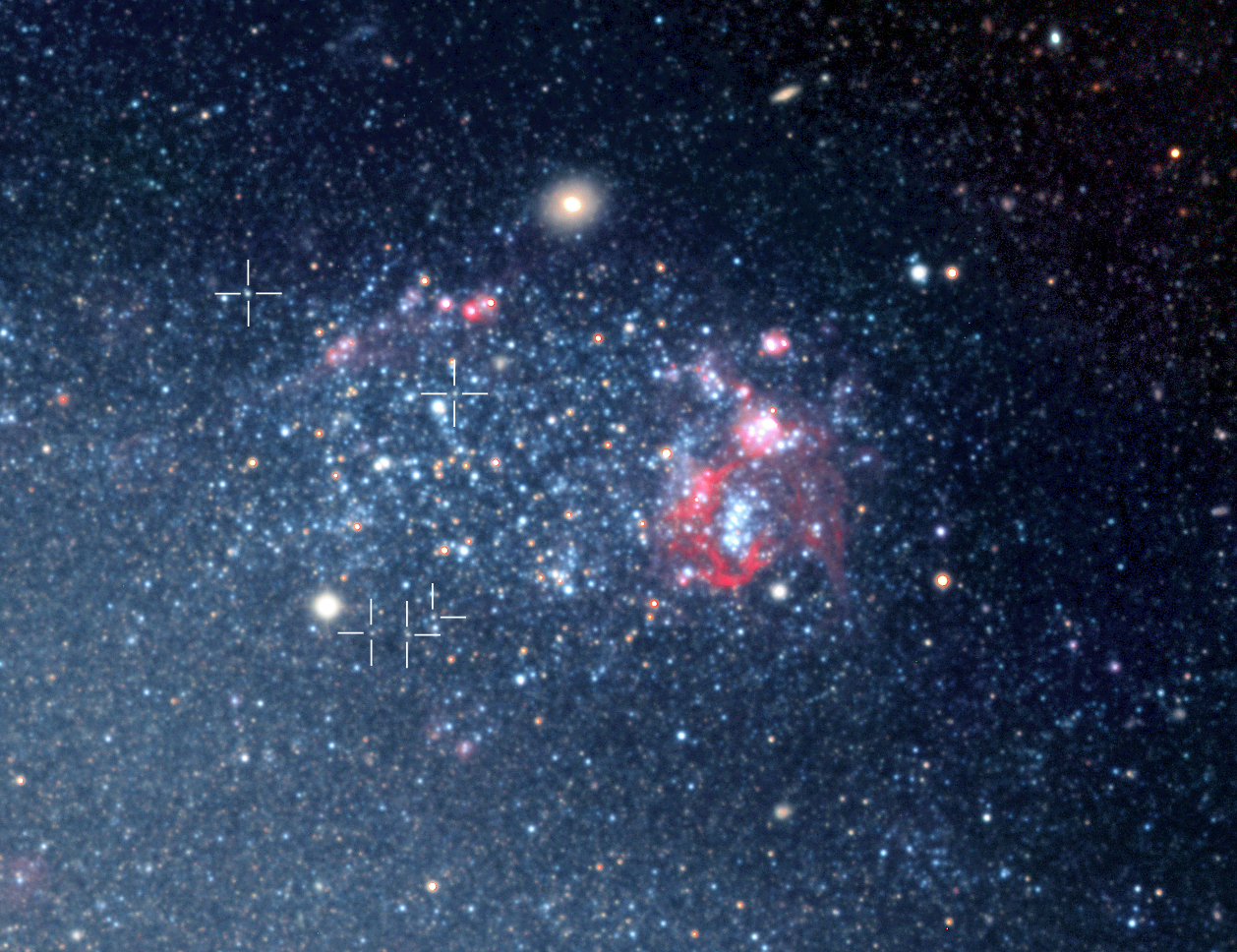
متغیر دلتا قیفاووسیرصدخانه جنوبی اروپا
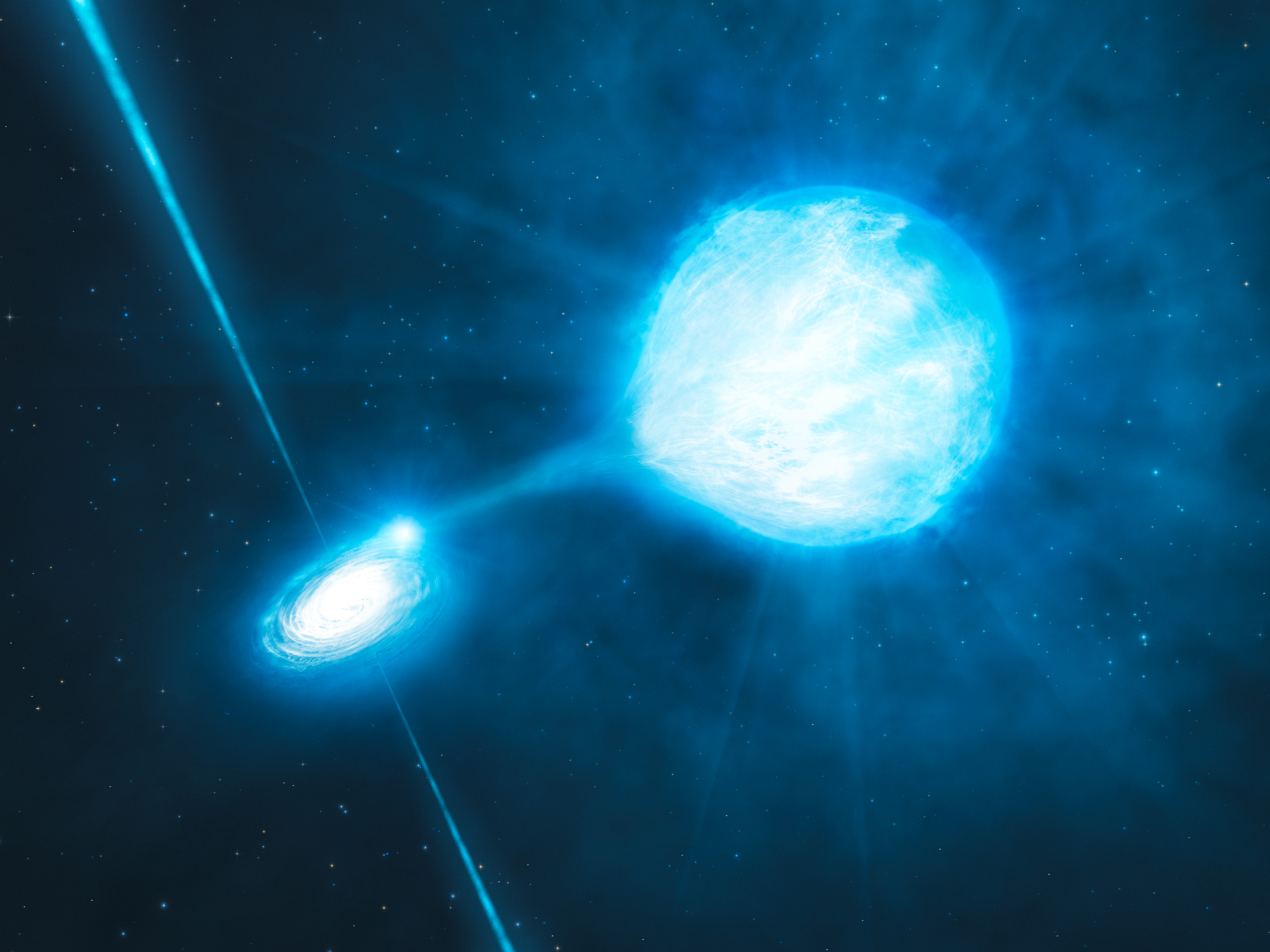